# Symphony (canción de Clean Bandit)
«Symphony» (en español: «Sinfonía») es una canción de la banda británica Clean Bandit en colaboración con la cantante y compositora sueca Zara Larsson. Atlantic y Epic lanzaron el sencillo oficial el 17 de marzo de 2017, como el sexto sencillo del segundo álbum de estudio de Larsson, So Good (2017) siendo la decimoquinta pista en el álbum.

## Presentaciones en vivo
El 18 de marzo de 2017, Clean Bandit y Zara Larsson realizaron la primera actuación musical en vivo del sencillo en el programa británico The Voice UK. El 21 de abril del mismo año, realizaron una presentación musical en el programa estadounidense The Tonight Show Starring Jimmy Fallon.

## Lista de canciones
- Descarga digital[5]

| «Symphony» — Sencillo |            |          |  |
| N.º                   | Título     | Duración |  |
| 1.                    | «Symphony» | 3:32     |  |

- Descarga digital[6]

| «Symphony» — Versión acústica |            |          |  |
| N.º                           | Título     | Duración |  |
| 1.                            | «Symphony» | 3:36     |  |

- Descarga digital[7]

| «Symphony» — Versión alternativa |            |          |  |
| N.º                              | Título     | Duración |  |
| 1.                               | «Symphony» | 3:32     |  |

- Descarga digital[8]

| «Symphony» — MK remix |            |          |  |
| N.º                   | Título     | Duración |  |
| 1.                    | «Symphony» | 4:55     |  |

- Descarga digital[9]

| «Symphony» — R3hab remix |            |          |  |
| N.º                      | Título     | Duración |  |
| 1.                       | «Symphony» | 2:39     |  |

- Descarga digital[10]

| «Symphony» — Cash Cash remix |            |          |  |
| N.º                          | Título     | Duración |  |
| 1.                           | «Symphony» | 4:13     |  |

- Descarga digital[11]

| «Symphony» — Sem Thomasson remix |            |          |  |
| N.º                              | Título     | Duración |  |
| 1.                               | «Symphony» | 5:14     |  |

- Descarga digital[12]

| «Symphony» — Lodato & Joseph Duveen remix |            |          |  |
| N.º                                       | Título     | Duración |  |
| 1.                                        | «Symphony» | 3:36     |  |

- Descarga digital[13]

| «Symphony» — James Hype remix |            |          |  |
| N.º                           | Título     | Duración |  |
| 1.                            | «Symphony» | 3:24     |  |

- Descarga digital[14]

| «Symphony» — Dash Berlin remix |            |          |  |
| N.º                            | Título     | Duración |  |
| 1.                             | «Symphony» | 3:04     |  |

- Descarga digital[15]

| «Symphony» — Coldabank remix |            |          |  |
| N.º                          | Título     | Duración |  |
| 1.                           | «Symphony» | 3:59     |  |

## Posicionamiento en las listas

### Semanales
| Alemania        | Airplay Chart                  | 6  |
| Alemania        | Official German Charts         | 9  |
| Argentina       | Monitor Latino Anglo           | 14 |
| Australia       | ARIA                           | 4  |
| Australia       | ARIA Dance                     | 1  |
| Austria         | Ö3 Austria Top 40              | 13 |
| Bélgica         | Ultratop Flanders              | 3  |
| Bélgica         | Ultratop Flanders Dance        | 3  |
| Bélgica         | Ultratop Wallonia              | 28 |
| Bélgica         | Ultratop Wallonia Dance        | 6  |
| Canadá          | Canadian Hot 100               | 34 |
| Colombia        | National Report                | 78 |
| Croacia         | HRT                            | 1  |
| Dinamarca       | Tracklisten                    | 10 |
| Dinamarca       | Tracklisten Airplay            | 4  |
| Escocia         | Official Charts Company        | 1  |
| Eslovaquia      | Rádio Top 100                  | 9  |
| Eslovaquia      | Singles Digitál Top 100        | 7  |
| Eslovenia       | SloTop50                       | 6  |
| España          | PROMUSICAE                     | 21 |
| Estados Unidos  | Bubbling Under Hot 100 Singles | 1  |
| Estados Unidos  | Hot Dance Club Songs           | 1  |
| Estados Unidos  | Hot Dance/Electronic Songs     | 10 |
| Estados Unidos  | Mainstream Top 40              | 35 |
| Europa          | Euro Digital Songs             | 2  |
| Filipinas       | Philippine Hot 100             | 10 |
| Finlandia       | Radiosoittolista               | 1  |
| Finlandia       | Suomen virallinen lista        | 2  |
| Francia         | SNEP                           | 11 |
| Grecia          | IFPI Greece                    | 11 |
| Hungría         | Dance Top 40                   | 8  |
| Hungría         | Rádiós Top 40                  | 3  |
| Hungría         | Single Top 40                  | 6  |
| Hungría         | Stream Top 40                  | 6  |
| Irlanda         | IRMA                           | 2  |
| Israel          | Media Forest                   | 2  |
| Israel          | Media Forest TV Airplay        | 1  |
| Italia          | FIMI                           | 8  |
| Japón           | Japan Hot 100                  | 53 |
| Letonia         | Latvijas Top 40                | 1  |
| Lituania        | M-1 Top 40                     | 35 |
| Luxemburgo      | Billboard                      | 9  |
| Malasia         | RIM                            | 6  |
| México          | Billboard                      | 10 |
| México          | Mexico Ingles Airplay          | 1  |
| México          | Monitor Latino                 | 5  |
| Noruega         | VG-lista                       | 1  |
| Nueva Zelanda   | RMNZ                           | 12 |
| Países Bajos    | Dutch Dance Top 30             | 1  |
| Países Bajos    | Dutch Top 40                   | 3  |
| Países Bajos    | Mega Top 50                    | 4  |
| Países Bajos    | Single Top 100                 | 4  |
| Polonia         | Airplay Top 100                | 1  |
| Polonia         | Dance Top 50                   | 4  |
| Polonia         | Polish TV Airplay Chart        | 5  |
| Portugal        | AFP                            | 11 |
| Reino Unido     | Official Charts Company        | 1  |
| República Checa | Singles Digitál Top 100        | 6  |
| República Checa | Rádio Top 100                  | 8  |
| Rusia           | Tophit                         | 39 |
| Serbia          | Radiomonitor                   | 6  |
| Suecia          | Sverigetopplistan              | 1  |
| Suiza           | Romandy                        | 17 |
| Suiza           | Schweizer Hitparade            | 6  |
| Turquía         | Number One Top 40              | 2  |

## Certificaciones
| País           | Organismo certificador | Certificación | Ventas certificadas | Simbolización | Ref.   |
| -------------- | ---------------------- | ------------- | ------------------- | ------------- | ------ |
| Alemania       | BVMI                   | Platino       | 400 000             | ▲             | [ 81 ] |
| Australia      | ARIA                   | 5x Platino    | 350 000             | ▲             | [ 82 ] |
| Austria        | IFPI                   | Oro           | 15 000              | ●             | [ 83 ] |
| Bélgica        | BEA                    | Platino       | 30 000              | ▲             | [ 84 ] |
| Canadá         | Music Canada           | 4x Platino    | 320 000             | ▲             | [ 85 ] |
| Dinamarca      | IFPI                   | Platino       | 90 000              | ▲             | [ 86 ] |
| Estados Unidos | RIAA                   | Platino       | 1 000 000           | ▲             | [ 87 ] |
| España         | PROMUSICAE             | Platino       | 40 000              | ▲             | [ 88 ] |
| Francia        | SNEP                   | Diamante      | 233 333             | ✦             | [ 89 ] |
| Irlanda        | IRMA                   | 3x Platino    | 45 000              | ▲             | [ 90 ] |
| Italia         | FIMI                   | 4x Platino    | 200 000             | ▲             | [ 91 ] |
| Japón          | RIAJ                   | Plata         | 30 000 000          | ♦             | [ 92 ] |
| Noruega        | IFPI                   | 4x Platino    | 160 000             | ▲             | [ 93 ] |
| Nueva Zelanda  | RMNZ                   | Platino       | 30 000              | ▲             | [ 94 ] |
| Portugal       | AFP                    | Platino       | 10 000              | ▲             | [ 95 ] |
| Reino Unido    | BPI                    | 3x Platino    | 1 800 000           | ▲             | [ 96 ] |
| Suiza          | IFPI                   | 2x Platino    | 40 000              | ▲             | [ 97 ] |